# Christian Heinrich Grosch
Christian Heinrich Grosch (Copenaghen, 21 gennaio 1801 – Christiania, 4 maggio 1865) è stato un architetto norvegese.
Figlio del pittore e grafico Heinrich August Grosch, dal 1820 al 1824 studiò presso l'Accademia delle belle arti di Copenaghen dove ebbe fra i suoi docenti Christian Frederik Hansen e Gustav Friedrich Hetsch.
Prese parte alla costruzione del Palazzo reale di Oslo dove lavorò sotto la guida di Hans Linstow, dal 1828 fu sovrintendente all'edilizia della città di Christiania, carica che mantenne fino alla morte. Dal 1824 al 1840 fu insegnante presso la scuola reale di disegno.
Il ruolo di sovrintendente cittadino gli permise di ottenere diversi incarichi sia pubblici sia privati. Tra le principali opere, di un rigoroso stile classicista, vi sono l'edificio della borsa, la banca nazionale e il Christiania Theater.
Grosch fu anche progettista di oltre 80 chiese in tutta la Norvegia tra cui la cattedrale di Tromsø, quella di Tønsberg, la Immanuels kirke a Halden e la chiesa di Sarpsborg.